# Lúcio Wagner
Lúcio Wagner Freitas de Souza (* 15. Juni 1976) ist ein ehemaliger brasilianischer Fußballspieler mit bulgarischer Staatsangehörigkeit. Er bestritt insgesamt 164 Spiele in der portugiesischen Primeira Liga, der brasilianischen Série A und der bulgarischen A Grupa. Er gewann in den Jahren 2006, 2007 und 2009 mit Lewski Sofia die bulgarische Meisterschaft und gab 2006 beim Kirin Cup sein Debüt für die bulgarische Fußballnationalmannschaft.

## Spielweise
Lucio Wagner ist ein schneller und aggressiver Spieler. Er gilt als einer der besten Spieler im linken Mittelfeld die je in der Bulgarischen A Grupa spielten. Für Lewski schießt er auch Freistöße und Elfmeter.

## Erfolge
- Bulgarischer Meister 2006, 2007, 2009
- Bulgarischer Pokalsieger 2005, 2007
- Bulgarischer Supercup 2005, 2007